# Pandora
 For alternative betydninger, se Pandora (flertydig). (Se også artikler, som begynder med Pandora)
Pandora (Πανδώρα, traditionelt afledet af πᾶν alt og δῶρον gave, dermed "giver af alt", "alvidende") er en skikkelse i græsk mytologi. Hun var den første kvinde på jorden.
Guden Epimetheus var ansvarlig for at give hvert eneste dyr en positiv egenskab, men da det blev menneskets tur, var der ingen tilbage. Hans bror Prometheus (gr. "forudseende") mente, at mennesket var alle andre dyr overlegen, og at det derfor skulle få en gave, som ingen andre dyr havde. Prometheus stjal ilden fra Zeus og gav den til mennesket. Zeus blev rasende og bestemte sig for at straffe Prometheus og menneskeheden. Pandora blev skabt som en forgiftet gave for mennesket.
Pandora fik træk fra flere guder, således at hun skulle virke uimodståelig for mændene. Til sidst fik hun en krukke (ofte fejlagtigt oversat til en æske). Denne krukke var Pandoras gave, og hun blev ofte advaret af Epimetheus mod at åbne den, men en dag tog nysgerrigheden overhånd, og Pandora åbnede krukken, og ud slap alle verdens plager: pest, sorg, fattigdom, kriminalitet og så videre. Hun lukkede krukken tidsnok til at holde én ting tilbage, – håbet. Verden blev et frygtelig plaget sted, helt til den dag, hvor Pandora tog chancen og åbnede krukken igen, og håbet strømmede ud. På denne måde fik menneskene håb i ondskabens tider.
Myten findes i forskellige versioner, og ikke alt er lige klart. Til og med spørgsmålet om, hvem der åbnede krukken, er uklart. Nogle kilder angiver, at det ikke var Pandora, men Epimetheus selv.